# Mikkel Nordsø Band
|  | Denne artikel er oprettet af botten PalnaBot ud fra en ekstern database. Den kan derfor have sproglige fejl eller mangler. Denne skabelon kan fjernes efter kontrol af indholdet. |

Mikkel Nordsø Band er en film instrueret af Mikkel Nordsø, Ane Løkken.

## Handling
Musikvideo indeholdende numrene: DREAM TOWN og FIRE TO MY TELEPHONE.